# Mrazovac
Mrazovac (en cyrillique : Мразовац) est une localité de Bosnie-Herzégovine. Elle est située dans la municipalité de Bužim, dans le canton d'Una-Sana et dans la fédération de Bosnie-et-Herzégovine. Selon les premiers résultats du recensement bosnien de 2013, elle compte 3 835 habitants.
Avant la guerre de Bosnie-Herzégovine, la localité faisait partie de la municipalité de Bosanska Krupa ; après la guerre et à la suite des accords de Dayton (1995), elle a été rattachée à la municipalité nouvellement créée de Bužim qui, comme Bosanska Krupa, est intégrée à la fédération de Bosnie-et-Herzégovine.

## Démographie

### Évolution historique de la population
| 1948 | 1953 | 1961  | 1971  | 1981  | 1991  | 2013  |
| ---- | ---- | ----- | ----- | ----- | ----- | ----- |
| -    | -    | 1 904 | 2 252 | 2 740 | 3 149 | 3 835 |

|  |